# موريرو
بلدية موريرو (بالإسبانية: Murero) هي بلدية تقع في مقاطعة سرقسطة التابعة لمنطقة أراغون شمال شرق إسبانيا.

## الديموغرافيا
بلغ عدد سكان بلدية موريرو 148 نسمة عام 2011 (وفقاً للمعهد الوطني الإسباني للإحصاء).
| 144 | 147 | 149 | 138 | 163 | 153 | 148 |